# Mini Linux

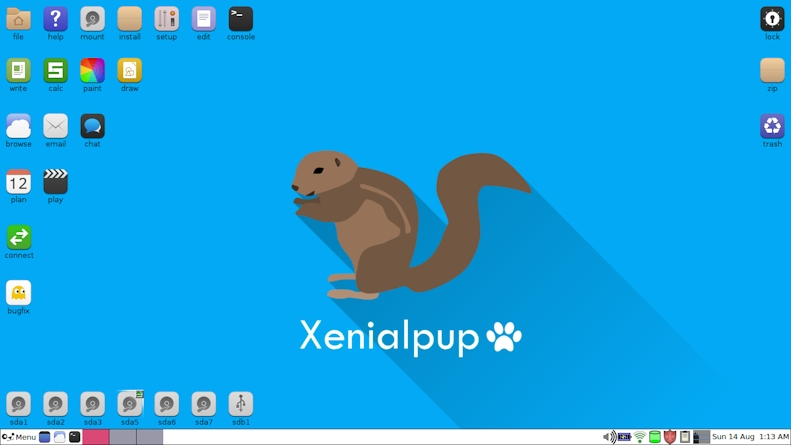
Puppy Linux Xenialpup 7.5

Termenul Mini Linux (engleză: „Lightweight Linux”, sinonim cu distribuție minimală) se referă la un tip de distribuție GNU/Linux de mici dimensiuni cu cerințe scăzute de sistem (hardware, RAM).
Adesea, astfel de distribuții pot fi încărcate pe medii mobile de stocare, cum ar fi memorie USB, Live CD, sau pe un număr mic de dischete, de obicei una sau două. Cele mai multe oferă și opțiune de instalare pe disc. Pe lângă utilizarea ca sisteme de operare Linux, aceste distribuții pot fi folosite pentru salvarea sistemului (recuperarea de date, repornire), configurarea unui firewall, a unui router sau alte sarcini specializate.

## Principalele ministribuții
- Alpine Linux - este o distribuție bazată pe musl și Busybox
- Antix -  bazat pe Debian, necesită 128 MB de RAM
- ARLinux -  mini distribuție care poate fi stocată pe două dischete; folosită ca firewall și recuperare a sistemului și/sau fișierelor.
- ArchBang - inspirat de CrunchBang Linux, dar bazat pe Arch Linux; utilizează Openbox ca manager de ferestre și necesită 256 MB de memorie.
- Coyote Linux -  destinat utilizării ca firewall
- eLive - distribuție LiveCD bazată pe Debian; include programe de birou, editare video, navigare pe internet, redarea de muzică/video și funcționează cu 64 MB de memorie RAM.
- Kanotix - liveCD bazat pe compresie de înaltă tehnologie; folosește versiune Debian
- Knoppix - rulează în totalitate de pe CD, necesită 128 MB RAM cu LXDE

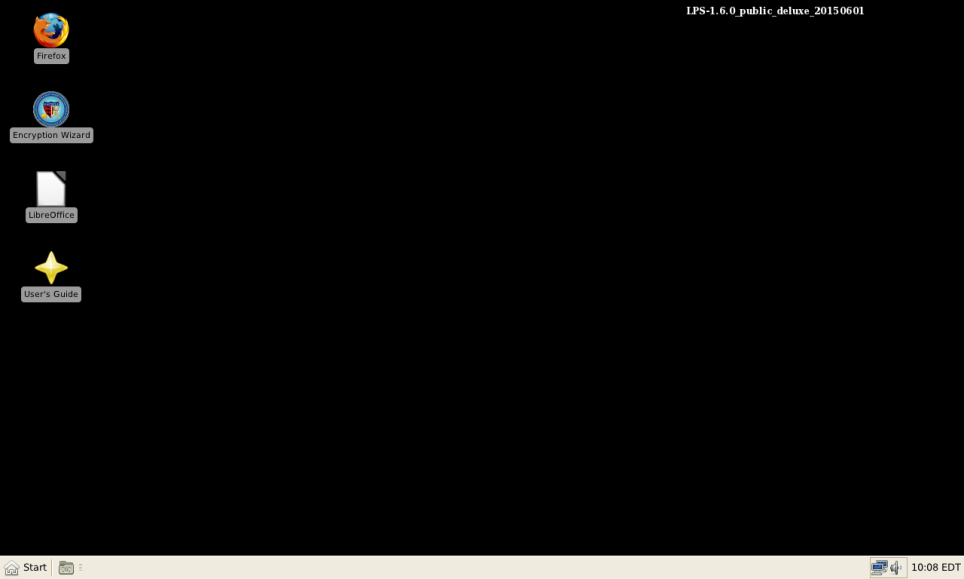
Lightweight Portable Security Desktop

- Lightweight Portable Security - mini distribuție LiveCD sau Live USB, dezvoltată de Departamentul Apărării al Statelor Unite ale Americii, ca parte a inițiativei de protecție a software-ului ; poate rula pe aproape orice calculator bazat pe Intel. Dispune de un set minimal de aplicații, cum ar fi browserul Firefox și un software pentru criptarea/decriptarea fișierelor personale. Utilizează IceWM ca manager de ferestre.  În 2017 a fost redenumit „Trusted End Node Security” (TENS).
- Lubuntu - derivat din Ubuntu folosind LXDE ca mediu desktop
- Nanolinux - mini distribuție open source care necesită doar 14 MB de spațiu pe disc; se bazează pe versiunea Core a distribuției Tiny Core și folosește Busybox, Nano-X în loc de X Window System, FLTK 1.3.x ca set de instrumente implicite GUI și managerul de ferestre slwm.
- Parted Magic - distribuție comercială Linux cu instrumente de partiționare pe disc și  recuperare a datelor; poate fi rulat direct de pe Live CD sau unitate USB și nu necesită instalare
- Porteus - este o mini distribuție completă, optimizată pentru a rula de pe o unitate flash USB; necesită doar 260 MB de spațiu pe disc și 36 MB de memorie.
- Puppy Linux - distribuție bazată pe Slackware și Ubuntu Tahr; necesită numai 94 MB spațiu și 256 MB de RAM
- Slax - bazată pe Slackware, care poate se poate stoca pe un dispozitiv USB de 128 MB
- SliTaz GNU/Linux - poate funcționa de pe liveCD sau un dispozitiv USB flash drive; folosește JWM și se încarcă complet în memoria RAM
- SystemRescueCD - rulează de pe Live CD, folosit în principal pentru repararea sistemelor care nu mai pot fi pornite de pe hard disk, și pentru recuperarea de date după un computer crash; se bazează pe Gentoo.
- tomsrtbt: un liveCD pentru salvare care conține aproximativ 100 de instrumente de recuperare, precum și drivere pentru conectivitate în rețea și multe tipuri de hardware.
- Tiny Core Linux -  mini distribuție cunoscută datorită dimensiunii sale extrem de mici (9-12 MB); folosește Busybox și FLTK. Oficial, sistemul este prezentat în trei versiuni diferite, diferența constând în pachetele incluse.
- Tails - este un sistem de operare liveCD sau USB bazat pe Debian și conceput pentru a păstra confidențialitatea și anonimitatea utilizatorilor săi. Este susținut în totalitate de proiectul Tor.
- Trisquel GNU/Linux - folosește o variantă complet liberă a nucleului Linux, distribuită de proiectul Linux-libre. Scopul principal al acestui proiect este producerea unui sistem de operare construit în totalitate din programe libere; are doar 128 MB de memorie RAM (32-bit, LXDE) sau 256 MB (64 biți, LXDE)
- Vector Linux - versiunea Light, doar 64 MB RAM, standard 96 MB, 256 MB Live CD.
- WattOS - mini distribuție Linux bazată pe Ubuntu;  ediția Microwatt necesită numai 192 MB RAM, cu managerul de ferestre i3.[1][2]

### Alte mini distribuții
- Austrumi
- BasicLinux
- Bonzai Linux
- Circle Mud
- Coyote Linux
- DebianDog
- Devil Linux
- DragonLinux Lite
- FDLinux
- Feather Linux
- fli4l
- Flonix USB Edition
- FloppyFW
- Frazier Wall
- Freesco
- Grml
- GeeXboX
- hal91
- HVlinux
- IPCop
- IPodLinux
- Linux RIP
- Linux Router
- Mini dialup router
- Monkey Linux
- muLinux
- NASLite
- Nimblex
- Norm's firewall
- NucLinux
- Peppermint Linux OS
- PixieLive
- Pocketlinux
- RIMiRadio
- SpyLinux
- Stresslinux
- TinyME
- Trinux
- Xubuntu
- Zenwalk